# Asplenium uhligii
Asplenium uhligii är en svartbräkenväxtart som beskrevs av Georg Hans Emmo Wolfgang Hieronymus. Asplenium uhligii ingår i släktet Asplenium och familjen Aspleniaceae. Inga underarter finns listade.